# Породица Тарана
Породица Тарана, (енгл. Bringing Up Father) је сатирични стрип америчког цртача стрипа Џорџа „Џоа“ Макмануса (енгл. George „Geo” McManus) који је редовно излазио од 1913. do 2000. године.

## Ликови и радња
Главни ликови су Тарана (енгл. Jiggs), простодушни зидарски помоћник ирског порекла који је освојио милион долара на лутрији и који у животу жели само добар провод са „пајташима“ уз криглу пива и „папке у сафту“ или „купус са свињаријама“ у омиљеној кафани „Код Тоше на ћоше“ и његова жена Магда (енгл. Maggie), типична скоројевићка која се из све снаге труди да га спречи у томе, јер се то никако не уклапа у њено виђење отмености коју носи новостечно богатство. Магда, као и свака отмена дама, узима часова клавира и радо пева, уз Таранино гласно негодовање и још гласније завијање њиховог пса Фифике.
Међу споредне ликове спадају лепа Нора, Таранина и Магдина кћерка која немилице троши, њихова гротескно гојазна куварица, батлер, Таранини „пајташи“ којих је обично тројица, као и Магдин брат Тика Луфтика – нерадник који вечито зајми паре, а у каснијим годинама и Чупко - брадати и дугокоси „битник“. 
Осим по живописном језику и врцавом хумору, стрип је остао запамћен и по елегантној графици која представља сјајне примере арт декоа и сецесије.

## Успех изван САД
Стрип је доживео велики успех и ван граница САД, посебно у Норвешкој и Турској, где га је је највећи дневни лист „Хиријет“ (тур. Hürriyet), објављивао у дневним епизодама све до деведесетих под именом тур. Güngörmüşler, као и у Финској, где је Туево Толио (фин. Teuvo Tolio) 1939. године снимио прву целовечерњу тонску филмску адаптацију.
Стрип „Породица Тарана“ је у Југославији био веома популаран. Први пут је објављен 1935. у стрип ревији „Цртани филм“, додатку „Југословенских илустрованих новина“.
Од 1. септембра 1954. до 1989. излазио је у дневним епизодама од једног каиша у листу Вечерње новости, а спорадично и у стрип ревији Стрипотека, као кратки стрип од једне табле, или у дужим епизодама. 
„Породица Тарана“ је остала запамћена по изузетном преводу тадашњег уредника „Новости“, касније драмског писца и уредника Телевизије Београд, Миодрага Илића, који је вештом и изузетно духовитом адаптацијом успео у потпуности да дочара читаоцима изворни дух овог стрипа.

## Породица Тарана у другим медијима
Огроман успех стрипа који се вешто поигравао етничким и социјалним стереотиповима, као и америчким сном, послужио је као основа и инспирација за позоришне представе, шлагере, као и игране и анимиране филмове. 
На Бродвеју је већ 1914. постављена истоимена представа, која је остварила запажен успех, па су убрзо уследили и наставци „Породица Тарана на Флориди“ (енгл. Bringing Up Father in Florida),, „Породица Тарана на Бродвеју“ (енгл. Bringing Up Father on Broadway), „Породица Тарана у Ирској“ (енгл. Bringing Up Father in Ireland), „Породица Тарана у иностранству“ (енгл. Bringing Up Father Abroad) и „Породица Тарана на Вол Стриту“ (енгл. Bringing Up Father in Wall Street).
На тему овог стрипа снимљен је и читав низ кратких играних и анимираних филмова, али и више дугометражних:
- Породица Тарана (енгл. Bringing Up Father) из 1928, нема комедија у режији Џека Конвеја (енгл. Jack Conway).
- Финска, целовечерња тонска филмска адаптација по имену фин. Vihtori ja Klaara у режији Туева Толија (фин. Teuvo Tolio) из 1939. Овај филм је значајан као прва тонска дугометражна комедија снимљена по стрипу.
- Породица Тарана (енгл. Bringing Up Father) из 1946. у режији Едварда Ф. Клајн (енгл. Edward F. Cline), у којој се појављује и Џорџ Макманус у сопственој улози. Овај филм је до 1950. доживео још четири наставка, а серија је прекинута смрћу главног глумца Џоа Јула (енгл. Joe Yule).